# فرد سویج
 فرد سویج (انگلیسی: Fred Savage؛ زادهٔ ۹ ژوئیهٔ ۱۹۷۶) یک هنرپیشه اهل ایالات متحده آمریکا است. وی از سال ۱۹۸۶ میلادی تاکنون مشغول فعالیت بوده‌است.
از فیلم‌هایی که وی در آن نقش داشته است می‌توان به آستین پاورز: در عضو طلایی، جادوگر و برعکس اشاره کرد.